# Dolina Dobroszowa

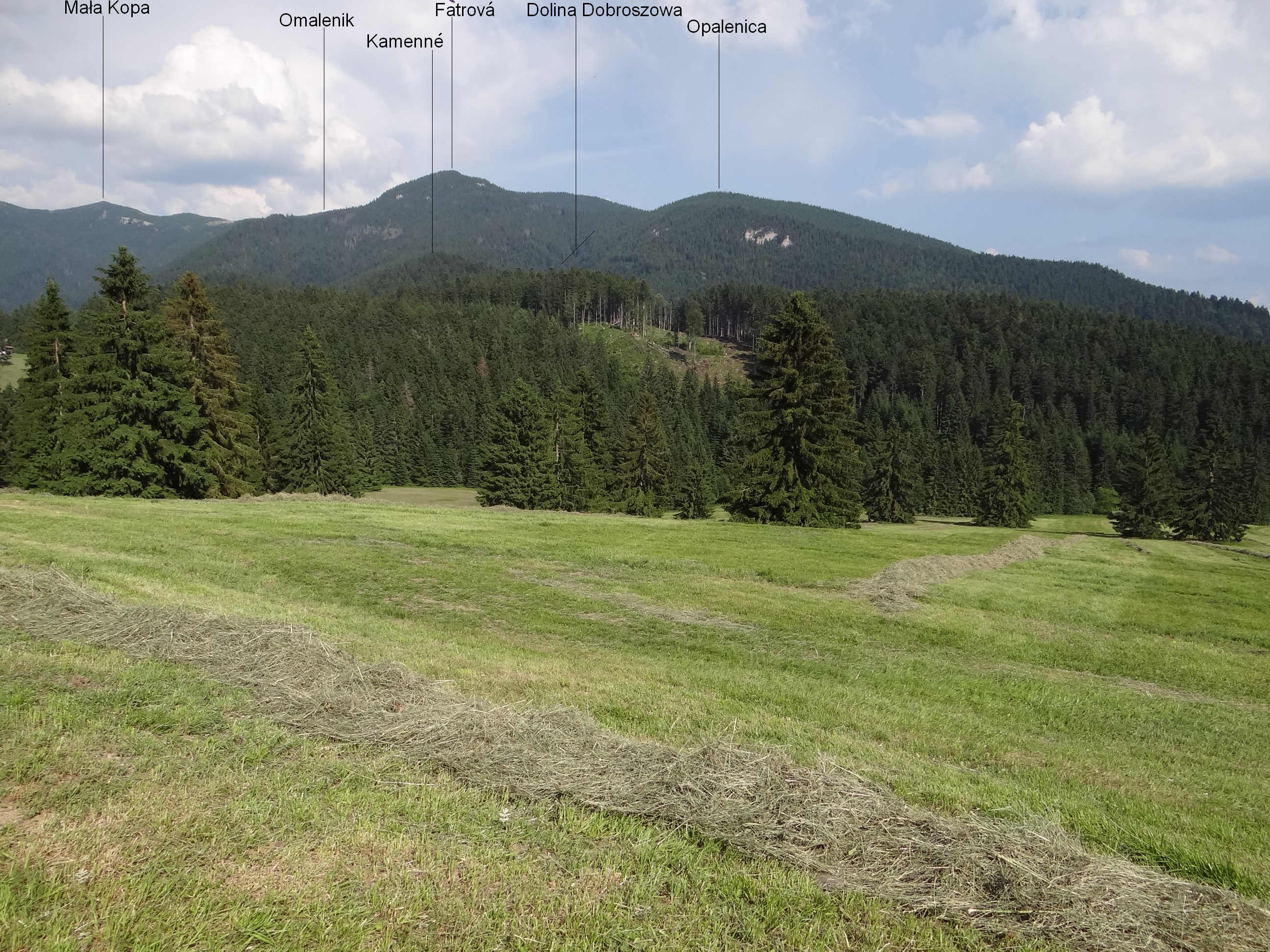
Widok z Wyżnich Łąk przy szosie Liptowskie Matiaszowce – Wyżnia Huciańska Przełęcz

Dolina Dobroszowa (słow. Dobrošova dolina) – niewielka dolinka w słowackich Tatrach Zachodnich. Jest orograficznie lewą odnogą Doliny Suchej Sielnickiej. Uchodzi do niej na wysokości około 750 m. Północne zbocza Doliny Dobroszowej tworzy zachodni grzbiet Fatrowej i jego lewa odnoga z wierzchołkiem Wyżnia Kopa (Kamenné), zbocza południowe – południowo-zachodni grzbiet Fatrowej z wierzchołkiem Opalenica.
Dolina Dobroszowa jest całkowicie zalesiona, ale w obydwu jej zboczach znajdują się formacje skalne, są też dwie jaskinie. W orograficznie lewych zboczach na wysokości 1094 m znajduje się otwór wlotowy Jaskini Białej, natomiast w tych samych zboczach, ale wyżej, pod szczytem Opalenicy w Sypkich Skałach, położona jest Jaskinia Niedźwiedzia. Dnem dolinki spływa niewielki potok będący lewym dopływem Suchego Potoku Sielnickiego. Powierzchniowo płynie on głównie przy wyższym stanie wód, zwykle zaś zanika w wielu miejscach, Dolina Dobroszowa wyżłobiona jest bowiem w skałach węglanowych, w których dobrze rozwinięte są zjawiska krasowe. Przepływ wód odbywa się tutaj w dużym stopniu podziemnymi przepływami, a cyrkulacja wód podziemnych w tym rejonie Tatr nie została jeszcze dokładnie poznana.
Doliną Dobroszową nie prowadzą żadne szlaki turystyczne, obejmuje ją należący do TANAP-u obszar ochrony ścisłej Rezervácia Suchá dolina.